# Shawn Ashmore
Shawn Robert Ashmore, född 7 oktober 1979 i Richmond i British Columbia, är en kanadensisk skådespelare. Han är tvillingbror till skådespelaren Aaron Ashmore.
Ashmore fick sin första roll i ett avsnitt av serien Cats & Dogs (1989), bara 10 år gammal. Men det var vid 14 års ålder som Hollywood verkligen fick upp ögonen för honom när han fick en huvudroll i Guitarman (1994), regisserad av Will Dixon.
I den andra Marvel-filmen X2: X-Men United (2003) fick Ashmore sitt genombrott, även om han hade en biroll redan i första X-Men-filmen (2000). Där spelade han mot ett flertal stora stjärnor som Halle Berry, Patrick Stewart, Ian McKellen, Famke Janssen, Anna Paquin, James Marsden och Hugh Jackman.
Ashmore fortsatte att medverka i den avslutande delen av den första X-Men-trilogin X-Men: The Last Stand (2006), där han fick en mer framträdande roll. Han håller fortfarande kontakten med Anna Paquin som spelade mot honom i alla tre X-Men-filmerna. Han återvände som sin roll i X-Men: Days of Future Past (2014) som både en uppföljare till X-Men: The Last Stand och X-Men: First Class (2011).

## Filmografi
- X-Men: Days of Future Past (2014) – Bobby Drake / Iceman
- The Following (2013) – Agent Mike Weston
- Mariachi Gringo (2012) – Edward
- The Day (2011) – Adam
- Mother's Day (2011) – George Barnum
- The Quiet (2010) – Connor Kennedy
- Frozen (2010) – Joe Lynch
- The Ruins (2008) – Eric
- Solstice (2008) – Christian
- X-Men: The Last Stand (2006) – Bobby Drake / Iceman
- The Quiet (2005) – Connor
- Terry (2005) – Terry Fox
- 3 Needles (2005) – Denys
- Underclassman (2005) – Rob Donovan
- Earthsea (2004) – Ged
- My Brother's Keeper (2004) – (Stand-In för Aaron Ashmore)
- Smallville (två avsnitt, 2002-2004) – Eric Summers
- X2: X-Men United (2003) – Bobby Drake / Iceman
- Cadet Kelly (2002)– Cadet Major Brad Rigby
- Past Present (2002) – College Kid
- Aces (2002)
- Wolf Girl (2001) – Beau
- The Outer Limits (ett avsnitt, 2001) – Morris Shottwell
- In a Heartbeat (20 avsnitt, 2000-2001) – Tyler Connell
- Blackout (2001/I) – First Son
- The Big House (2001) – Trevor Brewster
- X-Men (2000) – Bobby Drake / Iceman
- The Famous Jett Jackson (ett avsnitt, 2000) – Chet
- Animorphs (elva avsnitt, 1998-2000) – Jake Berenson
- Earth: Final Conflict (ett avsnitt, 2000) – Max
- Dear America: The Winter of Red Snow (1999) – Ben Valentine
- At the Mercy of a Stranger (1999) – Danny
- Real Kids, Real Adventures (1 avsnitt, 1999) – Aaron Hall
- Strike! (1998) – Photographer
- Melanie Darrow (1997) – David Abbott
- Any Mother's Son (1997) – Billy
- Promise the Moon (1997) – Leviatus Bennett
- Flash Forward (1 avsnitt, 1997) – Gord
- Guitarman (1994) – Waylon Tibbins
- Gross Misconduct (1993) – Young Brian 'Spinner' Spencer
- The Ray Bradbury Theater (ett avsnitt, 1992) – Charlie
- Married to It (1991) – Student in Pageant
- Katts and Dogs (ett avsnitt, 1989)